# Maria Anna Kisielnicka-Kossak

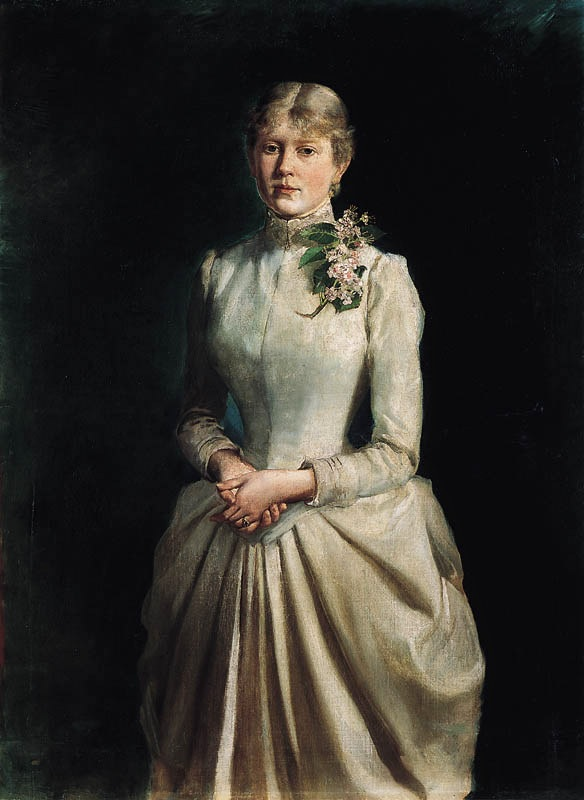
Chân dung vợ họa sĩ (chính là bà Maria Anna Kisielnicka-Kossak) do chồng Wojciech Kossak sáng tác năm 1884

Maria Anna Kisielnicka-Kossak (sinh ngày 9 tháng 2 năm 1861 tại Kisielnica, qua đời ngày 15 tháng 3 năm 1943 tại Kraków) là nữ quý tộc người Ba Lan, vợ của họa sĩ Wojciech Kossak, mẹ của họa sĩ Jerzy Kossak, nhà văn Magdalena Samozwaniec và nhà thơ Maria Pawlikowska-Jasnorzewska.

## Tiểu sử
Maria Anna xuất thân từ một gia đình quý tộc. Cha là địa chủ Józef Kisielnicki (1825-1872) và mẹ là Joanna Agrippina Zofia Marylska.  Khi còn trẻ, bà đi du lịch khắp Pháp và Ý cùng mẹ Joanna. Năm 1883, bà gặp họa sĩ Wojciech Kossak tại Zakopane và đem lòng yêu nhau. Những bức thư từ tình cảm từ 1883-1884 vẫn còn được lưu trữ lại, gồm 1154 lá thư từ Wojciech gửi cho vợ sắp cưới của mình. Đám cưới diễn ra vào ngày 16 tháng 7 năm 1884 tại làng Poryte, gmina Stawiski (gmina là một đơn vị hành chính tương đương cấp xã). Hai vợ chồng có ba đứa con. Con trai cả Jerzy sinh ngày 11 tháng 9 năm 1886 tại Kraków; con gái đầu lòng Maria ngày 24 tháng 11 năm 1891; con gái thứ hai Magdalena ra đời ngày 26 tháng 7 năm 1894. Gia đình sống trong gia đình trang viên Kossakówka ở Nowy Świat . Maria Kossak qua đời vào ngày 15 tháng 3 năm 1943 tại Kraków, thi hài được chôn cất trong Nghĩa trang Rakowicki.